# Paraíso (serie de televisión de 2021)
Paraíso es una serie de televisión de ciencia ficción española, original de Movistar+, estrenada el 4 de junio de 2021. La serie narra cómo cuatro adolescentes tratan de investigar la extraña desaparición de tres amigas. La serie tiene dos temporadas.
Creada por Fernando González Molina (Palmeras en la nieve, Tres metros sobre el cielo), junto a Ruth García y David Oliva (ambos, El incidente, Los protegidos). Está protagonizada por Macarena García, Iñaki Ardanaz y Gorka Otxoa, en los personajes adultos, acompañados por los jóvenes intérpretes encargados de dar vida a los protagonistas: Pau Gimeno, Cristian López, Leon Martínez, Héctor Gozalbo, María Romanillos y Patricia Iserte.
El 5 de junio de 2021, un día después del estreno de la primera temporada, se confirmó que la serie había sido renovada para una segunda temporada, la cual ya ha comenzado su rodaje a julio del mismo año. Los fichajes para el reparto principal en la nueva temporada son Álvaro Mel, Begoña Vargas, Laura Laprida y Carla Domínguez.

## Sinopsis

### Primera temporada
Paraíso traslada al espectador al Levante de 1992. La trama se centra en la misteriosa desaparición de tres chicas de 15 años (Sandra, Eva y Malena) en una discoteca de un pueblo costero. Javi, el hermano pequeño de una de ellas, desesperado al ver que la policía no encuentra respuestas ni se esfuerza en resolver el caso, decide comenzar él mismo una investigación por su cuenta. Pero, no estará solo. Le acompañarán sus mejores amigos de la infancia, Quino y Álvaro, y Zeta, el matón del colegio. Aunque son conscientes de lo peligrosa y complicada que puede ser esta búsqueda, jamás llegaron a imaginar lo que iban a encontrar. Pista tras pista, el grupo de jóvenes amigos encontrará evidencias de que los secuestradores de las jóvenes no pertenecen a este mundo. Esta aterradora verdad cambiará la vida de los protagonistas y les llevará a cruzar límites insospechados.

### Segunda temporada
Han pasado tres años desde los acontecimientos de la primera temporada y otro grupo de No Muertos, las Novavis, aparece en Almanzora. Su objetivo es destruir el pueblo para poder llevar a cabo su ritual de regeneración. La vida de los familiares y amigos de Javi (Pau Gimeno) y su pandilla, corre peligro. A todo esto se une otro misterio: el verdadero origen de Javi, un secreto escondido por sus padres desde su nacimiento.

## Producción
En marzo de 2019, se anunció que Movistar+ y Mediapro pretendían desarrollar una serie titulada «Paraíso», que seguiría una aventura adolescente ambientada en los 90. El proyecto está dirigido por Fernando González Molina y cuenta con cuatro protagonistas en busca de unas chicas desaparecidas. En 2020, se anunció que Macarena García sería la protagonista de la serie, donde interpreta a la Guardia Civil encargada del caso de unas chicas desaparecidas, cuyo rodaje comienza en Valencia y continúa en localizaciones como Benidorm, Altea, Jávea, Calpe, Alfaz del Pi y El Perelló (Sueca)
. En abril de 2021, se desvela la fecha del estreno de la serie: el 4 de junio, en Movistar+, además de varios detalles narrados por el equipo de la serie. En palabras del director: "La génesis de este viaje comienza hace tres años, cuando desde Globomedia me convencieron para volver a trabajar con ellos. Siempre pensaba qué producto quería hacer en televisión y convencí a Ruth García y David Oliva para hacer juntos este viaje". Los guiones eran los más increíbles a los que me he enfrentado en mi carrera. Es una historia apasionante y épica". Domingo Corral, director de Producción original de Movistar+, resalta lo insólito de la serie, que apuesta por un género no tan habitual en nuestro país como es el género fantástico: "Es un proyecto muy ambicioso, espectacular y épico. Mezcla lo fantástico con la aventura y el thriller. Es profundamente original y está anclado a nuestra realidad. Nos vamos a reconocer en esa localidad costera y en esos años noventa". En cuanto a la paralización del rodaje por la pandemia del COVID-19, Laura Fernández Espeso, directora general de The Mediapro Studio, alude que: "La pandemia ha sido un reto enorme, porque el estado de alarma llegó cuando estábamos rodando. El 12 de marzo cortamos y volvimos el 7 de julio, cuando todavía no estaban claros los protocolos y teníamos mucho miedo".

## Reparto

### Reparto principal
- Macarena García como Paula Costa (Temporada 1 - Temporada 2), la Guardia Civil que se implica en el caso de las chicas desaparecidas.
- Iñaki Ardanaz como Mario Merino (Temporada 1 - Temporada 2), padre de Sandra y Javi.
- Pau Gimeno como Javi Merino (Temporada 1 - Temporada 2), hermano de Sandra que empieza a investigar su desaparición junto a sus amigos.
- Cristian López como Álvaro (Temporada 1 - Temporada 2), amigo de Javi, noble y leal.
- León Martínez como Quino (Temporada 1 - Temporada 2), amigo de Javi con problemas de salud y friki de los cómics.
- Héctor Gozalbo como José Zamorano «Zeta» (Temporada 1 - Temporada 2), abusón y compañero de clase de los chicos.
- María Romanillos como Bea (Temporada 1 - Temporada 2), amiga de Javi, una chica valiente y contestona.
- Patricia Iserte como Olivia (Temporada 1 - Temporada 2), amiga de Bea, una chica dura y sarcástica.
- Gorka Otxoa como Diego Morte (Temporada 1 - Temporada 2), padrastro de Zeta con una oscura identidad.
- Álvaro Mel como Mateo (Temporada 2), el nuevo novio de Bea.
- Begoña Vargas como Evelyn (Temporada 2), una mujer poderosa relacionada con los No Muertos.
- Laura Laprida como Valentina (Temporada 2), directora del hotel Las Palmeras.
- Carla Domínguez como Anabel (Temporada 2), amiga de Olivia que se enamora de Javi.

Con la colaboración especial de
- Ana Marzoa como Aurelia «La Mortaja» (Temporada 1 - Temporada 2), abuela de Olivia.
- Isabel García Lorca como la jefa de los No Muertos (Temporada 1).
- Iván Pellicer como «El Marqués» (Temporada 1 - Temporada 2).

### Reparto secundario
- Yoon C. Joyce como Zhou, lugarteniente de la UCO con una oscura identidad.
- Fran Cantos como Roca, padre de Bea.
- Oti Manzano como María, madre de Zeta.
- Júlia Frigola como Sandra Merino, hermana de Javi y una de las chicas desaparecidas.
- Irina Bravo como Malena Baldó, amiga de Sandra y una de las chicas desaparecidas.
- Elena Gallardo como Eva Peñón, amiga de Sandra y una de las chicas desaparecidas.
- Manuel Pizarro como Ramón Costa, jefe de la Guardia Civil y padre de Paula.
- Juan Vinuesa como Mariano, miembro de la Guardia Civil.
- Noelia Pompa como Marta, amiga de Aurelia.
- Vicente Vergara como Antonio, padre de Quino.
- Pepa Juan como Rosa, madre de Quino.
- Mireia Rey como Dora, madre de Álvaro.
- Markos Martín como Alberto, padre de Álvaro.
- Óscar de la Fuente como Gil Pérez, padre de un chico desaparecido.
- Uri Guitart como Óscar, hermano de Zeta.
- Rebeca Plaza como Aurelia joven.
- María Codesido como Marta joven.
- Asier Flores como Joaquín.
- Lucía Delgado como Inma, madre de Javi.
- Tania Fornieles como Sara Ballester, madre de Bea.
- Manuel Tiedra como Don Antón.
- Juanjo Torres, Jorge Roldán y Anatoly Chugunov (enlace roto disponible en Internet Archive; véase el historial, la primera versión y la última). como «Cazadores».

## Episodios
| N.º | Título                       | Dirigido por                              | Escrito por                                                                         | Fecha de lanzamiento original |
| --- | ---------------------------- | ----------------------------------------- | ----------------------------------------------------------------------------------- | ----------------------------- |
| 1 | «El incendio»                | Fernando González Molina                  | David Oliva y Ruth García                                                           | 4 de junio de 2021            |
| Tres chicas desaparecen en el Levante. Javi, hermano de una de ellas, sus amigos Quino y Álvaro y Zeta, el matón del instituto, deciden buscarlas por su cuenta. Junto a sus amigas, Olivia y Bea, descubren un secreto en la discoteca Paraíso relacionado con la desaparición. |                              |                                           |                                                                                     |                               |
| 2 | «La cabina»                  | Fernando González Molina                  | David Oliva, Ruth García, Álvaro Bermúdez de Castro, Carlos Miranda y David Lorenzo | 4 de junio de 2021            |
| Álvaro es el único que puede contar lo que encontraron en la Paraíso. Javi tiene un extraño encuentro en el hospital y descubre que alguien va tras ellos. Costa trata de arrojar luz sobre el paradero de las chicas desaparecidas.                                             |                              |                                           |                                                                                     |                               |
| 3 | «La Mortaja»                 | Fernando González Molina                  | David Oliva, Ruth García y Carlos Miranda                                           | 4 de junio de 2021            |
| La Mortaja le cuenta a la pandilla que hay unos seres sobrenaturales, los No Muertos, que buscan darles caza. Costa descubre el túnel que encontraron los chicos, lo que le hace sospechar de alguien del pueblo como posible captor.                                            |                              |                                           |                                                                                     |                               |
| 4 | «La feria»                   | Fernando González Molina y Sandra Gallego | David Oliva y Ruth García                                                           | 11 de junio de 2021           |
| Los chicos se quedan sin aliados así que Javi decide buscar a los No Muertos en la feria del pueblo y seguirlos hasta su hermana. Olivia descubre el cuaderno rojo de su abuela y empieza a sentir que se despierta en ella un don sobrenatural.                                 |                              |                                           |                                                                                     |                               |
| 5 | «Presa»                      | Fernando González Molina y Sandra Gallego | David Oliva, Ruth García, Álvaro Bermúdez de Castro y David Lorenzo                 | 18 de junio de 2021           |
| Javi y la pandilla persiguen a un fantasma para tratar de averiguar dónde están retenidas las chicas. Javi consigue hacerle llegar a su padre información, pero los No Muertos se adelantan con una jugada maestra.                                                              |                              |                                           |                                                                                     |                               |
| 6 | «Tres chicas cada tres años» | Fernando González Molina y Sandra Gallego | David Oliva, Ruth García Álvaro Bermúdez de Castro y David Lorenzo                  | 25 de junio de 2021           |
| Los No Muertos engañan a todo el mundo haciendo una revelación falsa. Los chicos hacen un gran descubrimiento en el Balneario de Aigües de Busot. Costa descubre que los casos de tres menores desaparecidos suceden cada tres años en el Levante.                               |                              |                                           |                                                                                     |                               |
| 7 | «El balneario»               | Fernando González Molina                  | David Oliva, Ruth García, Álvaro Bermúdez de Castro y David Lorenzo                 | 2 de julio de 2021            |
| Costa, Mario y Roca, el padre de Bea, reciben una información importantísima que los guía al Balneario. Allí todos descubrirán algo que puede cambiar sus destinos para siempre.                                                                                                 |                              |                                           |                                                                                     |                               |

## Recepción
Debido a su trama y estética, diversos críticos especializados han comparado Paraíso con la serie estadounidense Stranger Things. La serie ha recibido buenas críticas, especialmente gracias a la trama, alabando el primer episodio como: «uno de los mejores pilotos de los últimos años de la ficción española», además de la estética y la música de ambiente.